# Centaurea hyssopifolia
Centaurea hyssopifolia — вид квіткових рослин айстрових (Asteraceae). Ендемік південно-центральної та південно-східної Іспанії.

## Морфологічна характеристика
Це однорічна або дворічна трав’яниста рослина. Centaurea hyssopifolia виростає у висоту приблизно від 30 до 80 сантиметрів. Стебла, як правило, прямі та розгалужені, мають низку вузьких листків списоподібної форми. Листки темно-зелені. Квітки пурпурово-рожевих відтінків.